# Басси, Фердинандо
Фердинандо Басси (итал. Ferdinando Bassi; 1710, Болонья — 1774 , там же) — итальянский ботаник.

## Биография
Родился в Болонье в 1710 году в купеческой семье. С раннего возраста увлёкся изучением естествознания. Начал свою научную деятельность поступив помощником к известному химику и ботанику Джузеппе Монти, ему поручалась вести обмен материалами с другими итальянскими и европейскими натуралистами.
Вся работа Басси почти полностью была связана с Ботаническим садом и Академией наук Болоньи. В 1763 году он был назначен префектом секции экзотических растений медицинского сада, который он расширял за счёт обмена материалами с другими ботаниками, как итальянскими, так и иностранными, от которых получал живые растения и семена для сада, высушенные образцы для гербария.
В том числе ему присылали новые находки, сведения о которых попадали в сборники о естествознании, книги и диссертации.

## Наследие
За свою жизнь Басси получил множество наград, считался одним из величайших итальянских ботаников своего времени. Итальянский ботаник из Турина Аллиони в 1766 году его именем назвал род растений Бассия (Bassia).
Его современник, венецианский ботаник Антонио Турра в письме Линнею от 28 ноября 1769 года указывает только четырёх знаменитых итальянских ботаников, среди которых упоминается и Фердинандо Басси.
Сам он состоял в научной переписке с Линнеем.
Шведский натуралист получил от Басси девять писем и тринадцать образцов растений, некоторые из которых сопровождались рисунками, сделанными при помощи микроскопа. Некоторые из этих образцов и связанные с ними рисунки использовались Линнеем для описания новых для науки видов. В гербарии Басси находятся пять образцов, полученных Басси от Линнея.
Его личный гербарий, хранящийся в настоящее время в Болонском университете, насчитывает 4291 вид растений из 1084 родов.
Впоследствии было установлено, что в гербарий Басси попали некоторые образцы из гербария другого итальянского ботаника Альдрованди.
Публикации
- Ambrosina novum plantæ genus describente Ferdinando Bassio horti medici exoticarum plantarum Bononiæ præfectio. — apud Lælium a Vulpe Instituti scientiarum typographum, 1763.
- L'Aristomene tragedia del sig. di Marmontel trasportata dal verso franzese nel verso italiano con alcune variazioni d'intreccio, coll'aggiunta dell'argomento, del coro, ed altro dal dott. Ferdinando Bassi ... Nell'occasione di doversi rappresentare in Firenze nel teatro di via Santa Maria nel .... — nella stamperia di Andrea Bonducci, 1767.
- Delle terme Porrettane. — nella stamperia di Giovanni Zempel, 1768.

## Названы в честь Фердинандо Басси
В честь Фердинандо Басси названы следующие роды растений:
- Austrobassia Ulbr. (1934) = Sclerolaena R.Br. (семейство Амарантовые)
- Bassia All. (1766) — Бассия (Амарантовые)
- Bassia J.Koenig ex L. (1771) = Madhuca Buch.-Ham. ex J.F.Gmel. (Сапотовые)
- Neobassia A.J.Scott (1978) (Амарантовые)
- Sclerobassia Ulbr. (1934) = Sclerolaena R.Br. (Амарантовые)
- Sedobassia Freitag & G.Kadereit (2011) — Седобассия = Grubovia Freitag & G.Kadereit (Амарантовые)
- Spirobassia Freitag & G.Kadereit (2011) — Спиробассия (Амарантовые)